# Nikola Prodanović
Nikola Prodanović, bosansko-hercegovski general, * 21. julij 1916, † ?.

## Življenjepis
Leta 1941 je vstopil v NOVJ in KPJ. Med vojno je bil na poveljniški položajih več enot.
Po vojni je bil poveljnik inženirstva armade, načelnik oddelka v armadi in SSNO, načelnik Oddelka VGI in načelnik štaba za NO SR BiH,...